# Karina (Kirsche)
Karina ist eine zu den Knorpelkirschen gehörende dunkle Sorte der Süßkirschen. Sie ist eine der Hauptsorten im Erwerbsanbau mit zunehmender Bedeutung und Anbaufläche.

## Herkunft
Karina wurde 1957 von der Obstbauversuchsanstalt Jork aus den Sorten Schneiders späte Knorpelkirsche und Rube herausgezüchtet und 1993 in den Handel gebracht.

## Frucht
Die Frucht ist mittelgroß bis groß und nierenförmig. Die Haut ist halbreif dunkelrot und in der Vollreife schwarz. Das feste Fruchtfleisch ist sehr schmackhaft und aromatisch.  Sie hat eine sehr hohe Platzfestigkeit und reift in der 6. bis 7. Kirschwoche. Die Früchte sind schon vor der Vollreife gut verwertbar, daher hat die Sorte ein sehr großes Erntefenster und ist deshalb auch ideal für Nutzgärten. 

## Baum
Der Baum ist robust und gesund. Der Wuchs ist stark mit steil aufrechten Leitästen. Die Sorte ist selbststeril und braucht einen Befruchtungspartner. Geeignet sind Regina, Kordia, Oktavia, Hedelfinger und Schneiders späte Knorpelkirsche. Sie blüht sehr spät mit weißen bis rosa Blüten. Der Ertragsbeginn ist spät, dann aber regelmäßig und hoch.